# Frank Bass
Frank M. Bass (27. Dezember 1926 – 1. Dezember 2006) war ein amerikanischer Wissenschaftler auf dem Gebiet der Marktforschung und Marketingwissenschaft. Er war der Schöpfer des Bass-Diffusionsmodells, das die Übernahme neuer Produkte und Technologien durch Erstkäufer beschreibt.

## Leben
Bass wuchs in der kleinen Stadt Cuero, Texas, auf. Er diente zwei Jahre lang in der United States Navy (1944–1946).
Er erwarb 1949 seinen BBA an der Southwestern University und 1950 seinen MBA an der Universität von Texas. Nach seinem MBA-Abschluss in Texas begann er, sich für Marketingfragen zu interessieren. Er arbeitete als Lehrassistent und Assistenzprofessor für Marketing und promovierte 1954 an der University of Illinois. Im Jahr 1957 wurde er Assistenzprofessor für Marketing an der Universität von Texas.
Im Jahr 1959 wurde Bass am Institute of Basic Mathematics For Application to Business der Harvard University. Dieser Kontakt mit fortschrittlichen analytischen Methoden beeinflusste seine Forschung für die nächsten 47 Jahre. Im Jahr 1961 wurde er Professor für Industrieverwaltung an der Graduate School der Purdue University. Im Jahr 1969 veröffentlichte er eine Arbeit über die Modellierung von Konsumgütern, die später als das Bass-Diffusionsmodell bekannt wurde. Das Modell beschreibt den Prozess, wie neue Produkte und Dienstleistungen als Ergebnis einer Interaktion zwischen Nutzern und potenziellen Nutzern angenommen werden. Das Bass-Modell ist eine bekannte empirische Verallgemeinerung im Marketing, zusammen mit der Dirichlet-Verteilung und wird in vielen Veröffentlichungen zitiert.
Im Jahr 1974 wurde er zum Marketing Professor an der Krannert Graduate School of Management der Purdue University ernannt. Von 1972 bis 1975 war Bass Chefredakteur des Journal of Marketing Research. 1982 kehrte er nach Texas zurück, als er zum Management Professor an der University of Texas, Dallas, ernannt wurde.